# Gaviacetus
Gaviacetus es un género extinto de cetáceo primitivo que vivió aproximadamente hace 45 millones de años. Aunque a veces se le representa teniendo extremidades posteriores, esta es una inferencia del progreso general de otras especies fósiles que avanzaban hacia la pérdida de las extremidades posteriores; los únicos restos postcraneales encontrados en el Gaviacetus fueron una costilla y dos vértebras.
Al menos tres famosos libros de ciencia escribieron mal el nombre de este género, poniendo Gaviocetus.